# Brazil cruzado
A cruzado Brazília pénzneme volt 1986–1990 között. Váltópénze a centavo volt. 

## Az első cruzado (1986–1989)
A cruzadót 1986. február 28-án vezették be a cruzeiro 1000:1 arányú felváltásával. A 10, 50 és 100 ezres cruzeiro bankjegyeket felülbélyegezték (10, 50, 100 cruzado), de a később kibocsátott cruzado bankjegyek külalakja megegyezett a felülbélyegzett cruzeiróékkal. 1986-ban 1, 5, 10, 20, 50 centavo, 1, 5 és 10 cruzado (ez utóbbi 1987-től) címletű érméket bocsátottak ki, melyek előlapjukon egységesen a felirat nélküli brazil címert ábrázolták. A cruzado 3 év alatt éppúgy inflálódott, mint elődje, 1987-ben kiadták az 500 és 1000 cruzado, 1988-ban az 5000, 1989-ben pedig a 10 ezer cruzado címletű bankjegyeket. 
A bankjegyek történelmi személyiségeket ábrázoltak:
- 10 cruzado: Ruy Barbosa (1849–1923) egykori pénzügyminiszter és diplomata
- 50 cruzado: Oswaldo Cruz (1872–1917) bakteriológus, a róla elnevezett intézet alapítója
- 100 cruzado: Juscelino Kubitschek köztársasági elnök (1956–1961 között), Brazíliaváros megalapítója
- 500 cruzado: Heitor Villa-Lobos (1887–1959) zeneszerző
- 1000 cruzado: Machado de Assis (1839–1908) író, költő, Rio de Janeiro látképe
- 5000 cruzado: Cândido Portinari (1903–1962) festő
- 10 000 cruzado: Carlos Chagas (1879–1934) orvos, a Chagas-láz felfedezője

## A második (új) cruzado (1989–1990)
1989 januárjában az ún. Verão-terv keretében újabb pénzreform következett be, az új cruzado (cruzado novo) 1:1000 arányban váltotta fel a régit, az 1000-es, 5000-es, 10 000-es bankjegyeket felülbélyegezték (1, 5, 10 c.n.), valamint kiadták az 50, 100, 200, 500 új cruzado címletű bankjegyeket. Hamarosan úgy döntöttek, hogy visszatérnek a cruzeiro elnevezéshez, így az 1989-es bankjegyeket 1990-től felülbélyegezték, bár címletük nem változott meg. 1989-ben két érmét bocsátottak ki: 50 centavo, 1 új cruzado (ez utóbbit a Köztársaság kikiáltásának centenáriumára) értékben. 1990. március 15-én lett a cruzeiro újra hivatalos pénznem. 
A bankjegyek a 200-as kivételével történelmi személyiségeket ábrázoltak:
- 50 új cruzado: Carlos Drummond de Andrade (1902–1987) költő
- 200 új cruzado: A köztársaság szimbóluma (a mai bankjegysorozattal azonos grafikájú)
- 100 új cruzado: Cecília Meireles (1901–1964) költőnő
- 500 új cruzado: Augusto Ruschi (1915–1986) biológus